# 1837年マーティン・ヴァン・ビューレン大統領就任式
第8代アメリカ合衆国大統領のマーティン・ヴァン・ビューレンの就任式は、1837年3月4日土曜日にワシントンD.C.のアメリカ合衆国議会議事堂のイーストポルティコで行われた。これは13回目となる大統領就任式であり、大統領のマーティン・ヴァン・ビューレンと副大統領のリチャード・メンター・ジョンソンの唯一の任期の始まりとなった。副大統領で次期大統領でもあったヴァン・ビューレンはUSSコンスティチューションの木材で造られた小型のフェートンを4頭の灰色馬に引かせ、前任のアンドリュー・ジャクソンと共に議事堂に向かった。退任する大統領と次期大統領が同乗して議事堂に向かうのはこれが初めてであった。ヴァン・ビューレン以降で現職副大統領が選挙に勝利して大統領に就任する例は1989年のジョージ・H・W・ブッシュまで発生していない。
これはヴァン・ビューレンの大統領就任を祝うよりも退任するジャクソンへの賛辞のための行事であり、ヴァン・ビューレンの就任演説がそれを物語っていた:
私の輝かしい前任者が2度にわたって託し、あれほど忠実に、あれほどよく果たした神聖な信託を国民から受け取るにあたり、私が同等の能力と成功をもってこの困難な任務を遂行することが期待できないことは招致している。だが、（中略）私の行く手には同様の心強い承認が得られるのもだと期待してもよいだろう。
ヴァン・ビューレン新政権は1人の例外を除いてジャクソンの内閣を留任させ、「ジャクソン大統領の足跡を概ねなぞる」ことを約束した。